# Robert Chabannes

a Compétitions nationales et continentales officielles uniquement.

b Matchs officiels uniquement.
Robert Chabannes, né le 31 mars 1906 à Bordeaux (Gironde) et mort le 27 novembre 1942 à Talence (Gironde), est un joueur de rugby à XV et international français de rugby à XIII évoluant aux postes de pilier ou de troisième ligne dans les années 1920 et 1930.
Enfant de Bordeaux, c'est naturellement qu'il découvre le rugby et se forme au sein du S.A. Bordelais, un des nombreux clubs bordelais dans le Championnat de France. Il y brille près de dix années au poste de pilier au côté de Raoul Bonamy. Le club bordelais connaît des turbulences avec la Fédération en 1931 et est dissident de cette dernière en lançant l'Union française de rugby amateur avec d'autres clubs solidaires et dispute un championnat parallèle. De retour dans le giron de la Fédération, le club connaît des difficultés à performer.
Parallèlement, l'ancien international de rugby à XV Jean Galia lance le code de rugby à XIII en France. De nombreux joueurs de premier de rugby à XV quitte ce dernier et opte pour le rugby à XIII dans le Championnat de France inaugural est lancé est saison 1934-1935. Longtemps hésitant, c'est quelques jours avant le début de la compétition que R. Chabannes opte pour le rugby à XIII et le club nouvellement créé de Bordeaux XIII où des coéquipiers l'accompagnent tels que André Saubion et Marcel Villafranca. Le club est vice-champion de France en 1935, puis en 1935 R. Chabannes prend part à la création du club treiziste d'Agen mais ce dernier après quelques rencontres déclare forfait. Il effectue une ultime saison sportive au Burdigala XIII en amateur avant de prendre sa retraite sportive.
Après cette carrière sportive, il reste en lien avec le rugby à XIII et devient arbitre.

## Biographie
Il a exercé le métier de tôlier.

## Palmarès

### Rugby à XV

#### Statistiques en club
| Saison  | Saison       | Championnat                       | Championnat      | Coupe                    | Coupe         |
| Saison  | Saison       | Comp.                             | Class.           | Comp.                    | M             |
| ------- | ------------ | --------------------------------- | ---------------- | ------------------------ | ------------- |
| 1926-27 | SA Bordelais | Championnat de France de 2e série | 1/2 finale       |                          |               |
| 1927-28 | SA Bordelais | Championnat de France de 2e série | Poules de quatre |                          |               |
| 1928-29 | SA Bordelais | Championnat de France de 2e série | 1/4 finale       |                          |               |
| 1929-30 | SA Bordelais | Championnat de France             | 1/4 finale       |                          |               |
| 1930-31 | SA Bordelais | Tournoi des douze                 | 10e              |                          |               |
| 1931-32 | SA Bordelais | Tournoi des quatorze              | 8e               | Challenge Yves du Manoir | 6e            |
| 1932-33 | SA Bordelais | Championnat de France             | Poules de neuf   | Challenge Yves du Manoir | 7e            |
| 1933-34 | SA Bordelais | Championnat de France             | Poules de neuf   | Challenge Yves du Manoir | 10e (poule A) |

### Rugby à XIII
- Collectif : 
  - Vice-champion de France : 1935 (Bordeaux XIII).

#### Détails en sélection
| Matchs internationaux de Robert Chabannes | Matchs internationaux de Robert Chabannes | Matchs internationaux de Robert Chabannes | Matchs internationaux de Robert Chabannes | Matchs internationaux de Robert Chabannes | Matchs internationaux de Robert Chabannes | Matchs internationaux de Robert Chabannes | Matchs internationaux de Robert Chabannes | Matchs internationaux de Robert Chabannes | Matchs internationaux de Robert Chabannes | Matchs internationaux de Robert Chabannes | Matchs internationaux de Robert Chabannes |
|                                           | Date                                      | Lieu                                      | Adversaire                                | Résultat                                  | Compétition                               | Poste                                     | Points                                    | Essais                                    | Pen.                                      | Drops                                     |                                           |
| ----------------------------------------- | ----------------------------------------- | ----------------------------------------- | ----------------------------------------- | ----------------------------------------- | ----------------------------------------- | ----------------------------------------- | ----------------------------------------- | ----------------------------------------- | ----------------------------------------- | ----------------------------------------- | ----------------------------------------- |
| 1.                                        | 1er janvier 1935                          | Bordeaux, France                          | Pays de Galles                            | 18-11                                     | ?                                         | Troisième ligne                           | ?                                         | ?                                         | ?                                         | ?                                         |                                           |

#### Détails en club
| Saison  | Saison        | Championnat           | Championnat | Coupe           | Coupe      | Sélection | Sélection | Sélection | Sélection | Sélection | Sélection | Sélection |
| Saison  | Saison        | Comp.                 | Class.      | Comp.           | Class.     | Comp.     | M         | Pts       | Ess.      | Buts      | Dp.       |           |
| ------- | ------------- | --------------------- | ----------- | --------------- | ---------- | --------- | --------- | --------- | --------- | --------- | --------- | --------- |
| 1934-35 | Bordeaux XIII | Championnat de France | Deuxième    | Coupe de France | 1/4 finale |           | 1         | -         | -         | -         | -         |           |
| 1935-36 | Agen XIII     | Championnat de France | « forfait » |                 |            |           |           |           |           |           |           |           |